# ジェニファー・カントゥ・イグレシアス
ジェニファー・カントゥ・イグレシアスは、メキシコのヌエボ・レオン州モンテレイ出身のプロレスラー。現在は、NXTにてユリサ・レオンのリングネームで活動。

## 来歴

### WWE
2021年2月26日にWWEがイグレシアスと開発契約を結んだことが発表された。イグレシアスは、2021年10月22日、ユリサ・レオンというリングネームでデビューし、アマリ・ミラー、ヴァレンティーナ・フェロズ、カトリーナ・コルテスちチームを組んだ。その後、11月23日、アイビー・ナイルと対戦したが、敗北。2022年1月18日、ダコタ・カイと対戦したが、敗北。

## 入場曲
- Salsa City